# High (The Chainsmokers)
High è un singolo del duo musicale statunitense The Chainsmokers, pubblicato il 28 gennaio 2022 come primo estratto dell'album So Far So Good.

## Video musicale
Il videoclip del brano è stato postato sul canale YouTube del duo il 27 gennaio 2022.

## Tracce
1. High – 2:55